# Cena Jeana Viga
Cena Jeana Viga (francouzsky Prix Jean-Vigo) je francouzské filmové ocenění, které se uděluje od roku 1951.

## Charakteristika
Cena je pojmenována po francouzském filmovém režisérovi Jeanu Vigovi, který zemřel v roce 1934 ve věku 29 let.
Cenu Jeana Viga vymyslel filmový historik Armand-Jean Cauliez a v roce 1951 ji založil Claude Aveline, vykonavatel Vigovy závěti, spolu s několika blízkými spolupracovníky filmaře, včetně jeho dcery Luce. Sdružení udělující cenu Jeana Viga bylo založeno v roce 1990, zejména pod vedením Agnès Vardy.
Od roku 1960 se každoročně udělují dvě ceny Jeana Viga. Jedna pro autora nebo autory celovečerního filmu, druhá pro krátký film. Cenu získává autor a režisér, nikoli jeho film. Ceremoniál probíhá v Centre Georges Pompidou.
Porota se skládá z členů sdružení a hostů, kteří jsou každoročně jednomyslně vybíráni na výroční valné hromadě.
Filmy musejí být francouzské produkce nebo většinově francouzské koprodukce a musí být dokončeny nejdříve po datu udělení cen Jean-Vigo v předchozím roce.
Ceny Jeana Viga oceňují nezávislost myšlení, kvalitu a originalitu filmařů. Porota se spíš než samotný film, snaží ocenit slibného filmaře.

## Seznam oceněných

### Do roku 1959
- 1951: La montagne est verte, režie Jean Lehérissey (krátkometrážní)
- 1952: La Grande Vie, režie enri Schneider
- 1953: Crin-Blanc, režie Albert Lamorisse (krátkometrážní)
- 1954: Les statues meurent aussi, režie Alain Resnais (krátkometrážní)
- 1955: Émile Zola, režie Jean Vidal (krátkometrážní)
- 1956: Nuit et Brouillard, režie Alain Resnais (krátkometrážní)
- 1957: Léon la lune, režie Alain Jessua (krátkometrážní)
- 1958: Les Femmes de Stermetz, režie Louis Grospierre (krátkometrážní)
- 1959: Krásný Serge, režie Claude Chabrol

### Od roku 1960

#### Celovečerní filmy
- 1960: U konce s dechem, režie Jean-Luc Godard
- 1961: La Peau et les os, režie Jean-Paul Sassy
- 1962: Knoflíková válka, režie Yves Robert
- 1963: Zemřít u Madridu, režie Frédéric Rossif
- 1964: Krásný život, režie Robert Enrico
- 1965: neuděleno
- 1966: Černoška z…, režie Ousmane Sembène
- 1967: Qui êtes-vous, Polly Maggoo ?, režie William Klein
- 1968: O Salto, režie Christian de Chalonge
- 1969: Nahé dětství, režie Maurice Pialat
- 1970: Hoa Binh, režie Raoul Coutard
- 1971: Remparts d'argile, režie Jean-Louis Bertuccelli
- 1972: Continental Circus, režie Jérôme Laperrousaz
- 1973: Absences répétées, režie Guy Gilles
- 1974: Un homme qui dort, režie Bernard Queysanne
- 1975: Histoire de Paul, režie René Féret
- 1976: Červený plakát, režie Frank Cassenti
- 1977: Paradiso, režie Christian Bricout
- 1978: Iluze, režie Jacques Champreux
- 1979: Certaines nouvelles, režie Jacques Davila
- 1980: Ma blonde, entends-tu dans la ville ?, režie René Gilson
- 1981: Le Jardinier, režie Jean-Pierre Sentier
- 1982: L'Enfant secret, režie Philippe Garrel
- 1983: Vive la sociale!, režie Gérard Mordillat
- 1985: Le Thé au harem d'Archimède, režie Mehdi Charef
- 1986: Maine Océan, režie Jacques Rozier
- 1987: Buisson ardent, režie Laurent Perrin
- 1988: La Comédie du travail, režie Luc Moullet
- 1989: Chine, ma douleur, režie Dai Sijie
- 1990: Mona a já, režie Patrick Grandperret
- 1991: Le Brasier, režie Éric Barbier
- 1992: Paris s'éveille, režie Olivier Assayas
- 1993: Les histoires d'amour finissent mal… en général, režie Anne Fontaineová
- 1994: Trop de bonheur, režie Cédric Kahn
- 1995: Nezapomeň, že zemřeš, režie Xavier Beauvois
- 1996: Encore, režie Pascal Bonitzer
- 1997: Život Ježíše, režie Bruno Dumont
- 1998: Dis-moi que je rêve, režie Claude Mouriéras
- 1999: Nebojím se života, režie Noémie Lvovsky
- 2000: Saint-Cyr, režie Patricia Mazuyová, spolu s De l'histoire ancienne, režie Orso Miret
- 2001: Candidature, režie Emmanuel Bourdieu, spolu s Ce vieux rêve qui bouge, režie Alain Guiraudie
- 2002: Královský bonbón, režie Charles Najman
- 2003: Toutes ces belles promesses, režie Jean Paul Civeyrac
- 2004: Quand je serai star, režie Patrick Mimouni
- 2005: Les Yeux clairs, režie Jérôme Bonnell
- 2006: Poslední blázen, režie Laurent Achard
- 2007: La France, režie Serge Bozon
- 2008: Nulle part, terre promise, režie Emmanuel Finkiel
- 2009: Strom a les, režie Olivier Ducastel et Jacques Martineau
- 2010: Láska jako jed, režie Katell Quillévéré
- 2011: Les Chants de Mandrin, režie Rabah Ameur-Zaïmeche
- 2012: L'Âge atomique, režie Héléna Klotz
- 2013: L'Enclos du temps, režie Jean-Charles Fitoussi
- 2014: Táhni do pekel, režie Jean-Charles Hue
- 2015: La Peur, režie Damien Odoul
- 2016: Smrt Ludvíka XIV., režie Albert Serra
- 2017: Barbara, režie Mathieu Amalric
- 2018: Šeherezáda, režie Jean-Bernard Marlin spolu s Nůž v srdci, režie Yann Gonzalez
- 2019: Planoucí duše, režie Stéphane Batut
- 2020: Nadměrná velikost, režie Sophie Letourneur
- 2021: Petite Solange, režie Axelle Ropert
- 2022: Saint Omer, režie Alice Diop
- 2023: La Rivière, režie Dominique Marchais
- 2024: Ty krávo!, režie Louise Courvoisier
- 2025: L'Engloutie, režie Louise Hémon

#### Krátké filmy
- 1960: …Enfants des courants d'air, režie Édouard Luntz
- 1961: neuděleno
- 1962: 10 juin 1944, režie Maurice Cohen
- 1963: La Jetée, režie Chris Marker
- 1964: La Saint-Firmin, režie Robert Destanque
- 1965: Fait à Coaraze, režie Gérard Belkin
- 1966: neuděleno
- 1967: neuděleno
- 1968: Désirée, režie Fernand Moszkowicz
- 1969: Le Deuxième Ciel, režie Louis Roger
- 1970: La Passion selon Florimond, režie Laurent Gomes
- 1971: Les Derniers Hivers, režie Jean-Charles Tacchella
- 1972: neuděleno
- 1973: Le Soldat et les Trois Sœurs, režie Pascal Aubier
- 1974: Septembre chilien, režie Bruno Muel et Théo Robichet
- 1975: La Corrida, režie Christian Broutin
- 1976: Caméra, režie Christian Paureilhe
- 1977: neuděleno
- 1978: neuděleno
- 1979: Nuit féline, režie Gérard Marx
- 1980: neuděleno
- 1981: neuděleno
- 1982: Lourdes, l'hiver, režie Marie-Claude Treilhou
- 1983: La Fonte de Barlaeus, režie Pierre-Henri Salfati
- 1985: Éponine ou le fer à repasser, režie Michel Chion
- 1986: Poussière d'étoiles, režie Agnès Merlet
- 1987: Pondichéry, juste avant l'oubli, režie Joël Farges
- 1988: Elle et lui, režie François Margolin
- 1989: Le Porte-plume, režie Marie-Christine Perrodin
- 1990: Elli Fat Mat, režie Michel Such
- 1991: La Vie des morts, režie Arnaud Desplechin
- 1992: Des filles et des chiens, režie Sophie Fillières
- 1993: Faits et Gestes, režie Emmanuel Descombes
- 1994: 75 centilitres de prière, režie Jacques Maillot
- 1995: Tous à la manif, režie Laurent Cantet
- 1996: neuděleno
- 1997: Soyons amis !, režie Thomas Bardinet
- 1998: Les Corps ouverts, režie Sébastien Lifshitz
- 1999: Le Bleu du ciel, režie Christian Dor
- 2000: Les Filles de mon pays, režie Yves Caumon
- 2001: Ce vieux rêve qui bouge, režie Alain Guiraudie
- 2002: L'Arpenteur, režie Michel Klein a Sarah Leonor
- 2003: La Coupure, režie Nathalie Loubeyre
- 2004: La nuit sera longue, režie Olivier Torres
- 2005: La Peau trouée, režie Julien Samani
- 2006: De sortie, režie Thomas Salvador
- 2007: Silêncio, režie F. J. Ossang
- 2008: Les Paradis perdus, režie Hélier Cisterne
- 2009: Montparnasse, režie Mikhael Hers
- 2010: La République, režie Nicolas Pariser
- 2011: La Dame au chien, režie Damien Manivel
- 2012: La Règle de trois, režie Louis Garrel spolu s La Vie parisienne, režie Vincent Dietschy
- 2013: Le Quepa sur la vilni !, režie Yann Le Quellec
- 2014: Inupiluk, režie Sébastien Betbeder
- 2015: Le Dernier des Céfrans, režie Pierre-Emmanuel Urcun
- 2016: Le Gouffre, režie Vincent Le Port
- 2017: Le Film de l'été, režie Emmanuel Marre
- 2018: L'Amie du dimanche, režie Guillaume Brac
- 2019: Braquer Poitiers, režie Claude Schmitz
- 2020: Un adieu, režie Mathilde Profit
- 2021: Le Roi David, režie Lila Pinell
- 2022: Kindertotenlieder, režie Virgil Vernier
- 2023: J’ai vu le visage du diable, režie Julia Kowalski
- 2024: Car Wash, režie Laïs Decaster
- 2025: Bel companho, režie David Ingels